# Parque nacional Miravalles-Jorge Manuel Dengo
El parque nacional Miravalles-Jorge Manuel Dengo es un parque nacional que se encuentra en la Provincia de Guanacaste, Costa Rica, administrado por el Sistema Nacional de Áreas de Conservación en el Área de conservación Arenal Tempisque.
Su principal foco es el Volcán Miravalles, el cual está clasificado como activo, y su última erupción registrada fue en 1946.
Este parque se creó el 5 de junio de 2019, al incorporar 43 km² de la Zona Protectora Miravalles que le rodea, por medio del decreto ejecutivo 41768-MINAE.
Cerca del parque se produce energía eléctrica por medio de energía geotérmica, en plantas operadas por el Instituto Costarricense de Electricidad.